# Modulador de prolactina
Os moduladores de prolactina compõem uma classe de fármacos que modulam a secreção da prolactina na adenoipófise. São divididos em dois grupos, os inibidores de prolactina e os liberadores de prolactina, os quais suprimem e induzem, respectivamente, a secreção de prolactina.

## Grupos

### Inibidores de prolactina
Os inibidores ou agonistas de prolactina são usados para tratar a hiperprolactinemia. Os agonistas do receptor D2 de dopamina, a exemplo da bromocriptina e cabergolina, suprimem a secreção de prolactina pela hipófise e, deste modo, diminuem os níveis de prolactina no organismo. Os antagonistas do receptor de estrogénio, tais como os inibidores da aromatase e os análogos do hormônio liberador de gonadotrofina (GnRH), também inibem a secreção de prolactina, embora sua ação não seja tão potente quando comparada aos agonistas do receptor D2, e, por isso, não são muito utilizados como inibidores de prolactina.

### Liberadores de prolactina
Enquanto os agonistas do receptor D2 de dopamina suprimem a secreção de prolactina, os liberadores ou antagonistas de prolactina, como a domperidona e a metoclopramida, produzem o efeito oposto, induzindo a secreção hipofisária de prolactina. Os antagonistas de prolactina são usados para corrigir a hipoprolactinemia e no tratamento de falhas da lactação. Quando esses medicamentos não são usados para induzir a secreção de prolactina, o aumento dos níveis de prolactina podem ser indesejados e causar efeitos colaterais, como a mamoplasia (aumento dos seios), mastodinia (dor e sensibilidade nos seios), galactorreia (produção inadequada ou excessiva de leite), ginecomastia (desenvolvimento das mamas em homens), hipogonadismo (níveis baixos de hormônios sexuais), amenorreia (cessação dos ciclos menstruais ), infertilidade reversível e disfunção sexual.
Agonistas do receptor D2 de dopamina utilizados como inibidores de prolactina incluem, entre outros, bromocriptina, cabergolina, lergotrilo, lisurida, metergolina, quinagolida e tergurida.